# Oh, No! It's Devo
Oh, No! It's Devo é o quinto álbum de estúdio da banda new wave americana Devo, lançado em 21 de outubro de 1982 pela Warner Bros. O álbum foi gravado durante um período de quatro meses, entre maio e setembro de 1982, no Cherokee Studios em Los Angeles. Na época de seu lançamento, Devo era um ato de synth-pop completo, com sons new wave baseados em guitarra empurrados mais para o fundo. A maior parte da música em Oh, No! It's Devo foi criado por meios eletrônicos, dando-lhe um som muito diferente dos álbuns de estúdio anteriores da banda, como seu primeiro álbum de 1978, Q: Are We Not Men? A: We Are Devo!, que dependia mais de guitarras do que de sintetizadores. Isso afastou alguns fãs, apesar da banda afirmar desde pelo menos 1978 que seu objetivo era "diminuir a ênfase" das guitarras. O álbum foi produzido pelo proeminente produtor Roy Thomas Baker, que trabalhou notavelmente com, entre outros, Queen e The Cars.
| Críticas profissionais | Críticas profissionais                    |
| Avaliações da crítica  | Avaliações da crítica                     |
| Fonte                  | Avaliação                                 |
| ---------------------- | ----------------------------------------- |
| Allmusic               | Oh, No! It's Devo (em inglês) no AllMusic |
| Robert Christgau       | B+                                        |
| Rolling Stone          | link                                      |

## Contexto
De acordo com uma entrevista de 1982 com o vocalista Mark Mothersbaugh, o álbum foi intitulado Oh, No! It's Devo porque "há muitas pessoas por aí que, quando ouvem que estamos de volta ou temos mais um álbum sendo lançado, essa é a reação delas". 
Em entrevistas posteriores, o cofundador e baixista do Devo, Gerald Casale, afirmou que o álbum nasceu de críticas nas quais a banda era descrita alternadamente como "fascistas" e "palhaços".  Em resposta, a banda decidiu fazer um álbum que respondesse à pergunta: "como soaria um álbum de palhaços fascistas?" 
A música "I Desire" trouxe polêmica à banda, já que a letra foi tirada diretamente de um poema escrito por John Hinckley, Jr., que tentou assassinar o presidente dos Estados Unidos Ronald Reagan em um esforço para impressionar a atriz Jodie Foster.  "Big Mess" foi inspirado em cartas enviadas a um apresentador de game show por alguém usando o nome "Cowboy Kim". 
Devo assumiu outro novo visual para este álbum, vestindo camisetas pretas e calças com golas brancas "Spud Ring". Em concerto, estes foram aumentados com cúpulas de energia da era Freedom of Choice (1980) e camisetas e ascots da era New Traditionalists (1981) para parte da performance. A capa do LP tinha um suporte recortado na parte de trás para que pudesse ser levantada como um porta-retrato.

## Marketing
Devo produziu três videoclipes para o álbum: "Time Out for Fun", "Peek-a-Boo! " e "That's Good". Todos os três vídeos evitaram o estilo narrativo anterior de Devo para uma performance básica contra um fundo de tela azul exibindo visuais relacionados à música. O objetivo era replicar as intenções da banda para a próxima turnê para aqueles que não poderiam comparecer. O vídeo de "That's Good" teve problemas com a censura na MTV, já que a justaposição de uma batata frita de desenho animado penetrando no buraco de um donut e rapidamente cortando para uma mulher nua sorridente e se contorcendo, baleada do pescoço para cima, foi considerada muito picante para airplay. O membro da banda e diretor de vídeo Gerald Casale posteriormente elaborou em uma entrevista para o livro da série 33⅓ Devo's Freedom of Choice em 2015:

“Recebemos uma ligação do [co-fundador da MTV] Les Garland . Ele disse, 'Olha, nós sabemos o que você está tentando fazer aqui.' Eu digo, o que você quer dizer? Ele diz: 'Sabe, quando aquela batata frita de desenho animado desliza por aquele donut de desenho animado e então é com a garota parecendo feliz. Você pode comer a batata frita, ou pode comer a rosquinha, mas não pode comer a batata frita e a rosquinha. Caso contrário, você não pode cortar para a garota.' E eu digo: 'Mas e quando a batata frita bate no donut e se parte ao meio e ela fica triste?' E ele disse 'Tudo bem, seu espertinho.' Foi horrível. Então eu digo: 'E aquele vídeo do Billy Idol que você tem e as garotas estão com calças justas e suas bundas estão cheias na tela e a cabeça dele está entre as pernas dela e então alguém dá um tapa na bunda dela? Que tal?' Ele diz: 'estamos falando de você, não estamos falando deles'.
Casale acabou cedendo e fez cortes significativos no vídeo, dos quais se arrependeu, pois "a música estava caindo nas paradas, não subindo".

## Lista de Faixas
Todas as faixas escritas e compostas por Mark Mothersbaugh e Gerald Casale, exceto onde é especificado. 
| Lado Um |                    |         |  |
| N.º     | Título             | Duração |  |
| 1.      | "Time Out for Fun" | 2:48    |  |
| 2.      | "Peek-a-Boo!"      | 3:01    |  |
| 3.      | "Out of Sync"      | 3:34    |  |
| 4.      | "Explosions"       | 3:01    |  |
| 5.      | "That's Good"      | 3:23    |  |

| Lado Dois      |                                                                  |         |  |
| N.º            | Título                                                           | Duração |  |
| 1.             | "Patterns"                                                       | 2:57    |  |
| 2.             | "Big Mess"                                                       | 2:42    |  |
| 3.             | "Speed Racer" (Mark Mothersbaugh)                                | 2:38    |  |
| 4.             | "What I Must Do"                                                 | 2:34    |  |
| 5.             | "I Desire" (John Hinckley Jr., Gerald Casale, Mark Mothersbaugh) | 3:13    |  |
| 6.             | "Deep Sleep"                                                     | 3:24    |  |
| Duração total: | Duração total:                                                   | 32:14   |  |

#### Faixas adicionais

##### Faixas bônus em lançamentos de CD
- Em 1993, a Virgin Records juntou Oh, No! It's Devo com o terceiro álbum de estúdio de Devo, Freedom of Choice (1980), e os lançou juntos em um CD com duas faixas bônus: "Turnaround" (o lado b do single "Whip It") e "Peek-a-Boo ! (Dance Velocity)" (um remix lançado como lado-a do single "Peek-a-Boo!" 12").

- Em 1995, Oh, No! It's Devo foi remasterizado digitalmente e relançado em CD pela Infinite Zero Archive/American Recordings e incluiu seis faixas bônus:

| N.º | Título                             | Duração |  |
| 12. | "Part of You"                      | 2:49    |  |
| 13. | "Find Out"                         | 3:22    |  |
| 14. | ""Peek-a-Boo!" (Dance Velocity)    | 4:36    |  |
| 15. | "Peek-a-Boo!" (DEVO Dub)           | 5:24    |  |
| 16. | "Here to Go" (Go Mix Version)      | 5:32    |  |
| 17. | "Here to Go" (Here to Dub Version) | 5:44    |  |

"Part of You" não foi lançada anteriormente. Este disco continua sendo a única fonte para esta faixa.
"Find Out" e os remixes de "Peek-a-Boo!" foram lançados anteriormente como b-sides de "Peek-a-Boo!". ("Find Out" foi posteriormente regravada pelo projeto solo de Gerald Casale, Jihad Jerry & the Evildoers, para o álbum Mine is Not a Holy War.)
Os remixes de "Here to Go" foram lançados anteriormente como b-sides do single "Here to Go".
- Em 2004, a Collectables Records lançou um CD remasterizado digitalmente deste álbum sem faixas bônus. Esta versão está atualmente em impressão.
- Em 2008, o álbum foi remasterizado digitalmente novamente e lançado como parte do box set This is the Devo Box no Japão.

## Ficha Técnica
Créditos adaptados de Pioneers Who Got Scalped: The Anthology encarte do CD: 

#### Devo
- Mark Mothersbaugh – vocais, teclados, guitarra
- Gerald Casale – vocais, baixo, teclados
- Bob Mothersbaugh – guitarra solo, vocais
- Bob Casale – guitarra rítmica, teclados, vocais
- Alan Myers – bateria

Créditos adaptados do encarte do álbum original: 
- Annerose Bücklers – backing vocals em "Deep Sleep"

#### Técnico
- Roy Thomas Baker – produtor
- Gordon Fordyce – engenheiro
- Stuart Graham – engenheiro assistente
- George Marino – masterização
- Erik Arnesen – fotografia da capa
- Devo Inc. – conceito gráfico
- Rick Seireeni – direção de arte
- Brent Scrivner – fabricação dos "Spud Ring"

## Tour
A turnê de Devo para o álbum foi uma configuração inovadora executada contra um vídeo retroprojetado de 3,6 metros. Vídeos animados foram produzidos para a maioria das músicas, sincronizados com a música. Em várias canções, a banda pareceu interagir com os visuais, como ser chutada por um pirata gigante no final de "Peek-a-Boo!", Ou atirar em ícones de dançarinas não sincronizadas em "Out of Sync".
Mais tarde no setlist, a tela seria removida para revelar Devo iluminado por efeitos de iluminação em movimento (Panaspots fornecidos por Morpheus Lights). O Oh, No! It's Devo foi a segunda turnê conhecida por utilizar luzes móveis computadorizadas, cerca de um ano depois que o Genesis usou 50 Vari-Lites (VL1's) em sua turnê Abacab.
O primeiro show da turnê aconteceu em 30 de outubro de 1982, no Warner Beverly Hills Theatre em Beverly Hills, Califórnia, e contou com Wall of Voodoo como ato de abertura. Foi filmado e transmitido ao vivo em 3-D para campi universitários em todo o país, anunciado como "3-DEVO". Esta primeira apresentação foi marcada por contratempos técnicos: a faixa de apoio saiu de sincronia durante "Speed Racer", forçando a banda a abandonar a apresentação seguinte de "Big Mess"; O microfone de Mark Mothersbaugh foi cortado durante "Out of Sync" e ele foi forçado a tocar o resto do primeiro set com o microfone do guitarrista Bob Mothersbaugh. Na segunda metade do show, os efeitos 3-D foram ineficazes e a banda atacou a empresa fornecedora do vídeo duas vezes: uma vez durante " Jocko Homo ", com uma série de truques 3-D baratos (principalmente latas de nozes de cobra) de Mothersbaugh ; e uma vez em um desabafo durante "Beautiful World", proferido pelo personagem Booji Boy. Este show foi a única apresentação ao vivo conhecida de "Explosions", que foi cortada do resto da turnê por razões desconhecidas.
O show "3-DEVO" foi posteriormente retransmitido em uma versão fortemente editada, omitindo as gafes técnicas e comentários críticos. Ambas as versões estão disponíveis como bootlegs e várias gravações de áudio da turnê existem em qualidade variável.

### Setlist
1. "Time Out for Fun"
2. "Patterns"
3. "Speed Racer"
4. "Big Mess"
5. "Peek-a-Boo!"
6. "Out of Sync"
7. "That's Good"
8. "Freedom of Choice Theme"
9. "Whip It"
10. "Girl U Want"
11. "Planet Earth"
12. "Explosions" (Removida depois dos 2 primeiros shows)
13. "Deep Sleep"
14. "Jocko Homo"
15. "Mongoloid"
16. "Uncontrollable Urge"
17. "Gates of Steel"
18. "Smart Patrol/Mr. DNA"
19. "Gut Feeling"
20. "Beautiful World"
21. "(I Can't Get No) Satisfaction"
22. "Come Back Jonee"
23. "Devo Corporate Anthem"

## Gráficos
| Gráfico                                   | Posição |
| ----------------------------------------- | ------- |
| Australian Kent Music Report Albums Chart | 57      |
| New Zealand Albums Chart                  | 10      |
| Sverigetopplistan                         | 38      |
| Billboard 200                             | 47      |